# Satanoperca
Satanoperca es un género de peces de la familia Cichlidae con 7 especies, endémicas de Sudamérica.

## Especies
- Satanoperca acuticeps (Heckel, 1840)
- Satanoperca daemon (Heckel, 1840)
- Satanoperca jurupari (Heckel, 1840)
- Satanoperca leucosticta (Müller & Troschel, 1848)
- Satanoperca lilith (Kullander & Ferreira, 1988)
- Satanoperca mapiritensis (Fernández-Yépez, 1950)
- Satanoperca pappaterra (Heckel, 1840)